# 魚津桃山運動公園
魚津桃山運動公園 (うおづももやまうんどうこうえん) は、富山県魚津市にある都市公園（運動公園）である。施設は魚津市が所有し、公益財団法人魚津市スポーツ協会が指定管理者として運営管理を行っている。高台にあり、自然に囲まれている。標高170ｍから、市街地や海が見渡せる。
魚津市制30周年記念事業として建設された。なお、同公園が完成するまでは、大部分が畑地で一部山林の高台であった。

## 名称
魚津市都市公園条例による名称は「魚津桃山運動公園」であるが、「魚津市桃山運動公園」との表記も見られる。

## 沿革
- 1982年
  - 2月20日 - 『魚津運動公園』の名称で都市計画決定[1]。
  - 4月 - 基本計画案完成[6]。
- 1984年6月2日 - 起工式[7]。
- 1987年10月10日 - 野球場完成。記念試合としてイースタン・リーグの西武対ヤクルトの試合（新川地区初のプロ野球試合）が開催される[8]。
- 1991年10月10日 - 陸上競技場完成[9]。
- 1993年12月20日 - 芝生広間完成[10]。
- 1997年
  - 4月 - テニスコート完成[11]。
  - 11月 - モニュメント『アウトサイドライン』完成[11]。
- 2005年 - 全工事が完成[12]。
- 2006年 - 魚津市体育協会が指定管理者となる[13]。
- 2017年5月28日 - 第68回全国植樹祭「とやま2017 かがやいて 水・空・緑のハーモニー」の主会場として使用される。

## 主な施設
- 野球場
  - グラウンド面積：13,010m2 (芝生：8,550m2) [14]
  - 客席　8,246人 (内野席：5,013人、外野席：3,233人) [14]
  - 夜間照明　6基[14]
  - グラウンド：両翼92m、中堅122m[14]
- 陸上競技場
  - 日本陸上競技連盟第2種公認[14]
  - トラック　全天候ウレタン舗装400m×8レーン[14]
  - スタンド：6,420人 (メインスタンド 1,700人、サブスタンド 1,600人、バックスタンド 3,120人) [14]
- 屋内グラウンド (砂入り人工芝)
- 多目的広場 (全面芝)
- テニスコート (8面、ナイター設備あり)
- スケートパーク
- 芝生広場
- 展望の丘 (建築家ダニエル・リベスキンドによる展望プロジェクト)
- 大時計 (後楽園球場で使われていたものを移設)
- 歩くスキーコース（降雪期）

また、園内にはソメイヨシノが植樹されており、「富山さくらの名所70選」にも選定されている。

## 開催された主なイベント・大会
野球場
- 毎年全日本大学女子野球選手権大会に利用されている他、2004年には女子野球世界大会の会場としても利用された。
- ベースボール・チャレンジ・リーグの富山GRNサンダーバーズが2007年の発足以来主催となる公式戦を実施していた。富山が出場した2008年のグランドチャンピオンシップでは第5戦が開催された。チームの所属が日本海オセアンリーグに変更となった2022年は富山ホーム1試合と他のカード1試合のダブルヘッダー（セントラル開催方式のため）が開催された[16]。所属が日本海リーグに移った2023年は1試合を開催した[17]。

陸上競技場
- 新川地区中学校陸上競技大会といった地区大会から富山県実業団陸上競技大会や北陸実業団陸上競技選手権大会といった上位大会でも利用されている。
- 2007年までYKK APサッカー部が日本フットボールリーグ (JFL) の公式戦を開催。また、カターレ富山が2008年にJFLの公式戦を1試合開催、2015年にJ3リーグの公式戦を3試合開催した（カターレ富山#年度別入場者数参照）。

## アクセス

### 自動車
- あいの風とやま鉄道線魚津駅から車で15分[18]
- 富山地方鉄道本線・電鉄魚津駅から車で10分[18]
- 北陸自動車道・魚津インターチェンジより10分[18]
- JR黒部宇奈月温泉駅から約30分[3]